# All You Need Is Love – Meine Schwiegertochter ist ein Mann
All You Need Is Love – Meine Schwiegertochter ist ein Mann ist eine deutsche Fernsehkomödie aus dem Jahr 2009. Die deutsche Erstausstrahlung erfolgte am 3. November 2009 auf Sat.1.

## Handlung
Die geschiedene Katharina Remminger lebt in einem Alpendorf in Bayern. Eines Tages erhält sie von ihrem Sohn Hans, der in Berlin Architektur studiert, die Nachricht, dass er in Kürze Nicki heiraten möchte. Da Katharina Nicki noch nie gesehen hat und annimmt, dass es sich um einen weiblichen Vornamen handelt, fällt sie auch aus allen Wolken, als sich Nicki als Mann entpuppt. Bisher hat sie sich noch nie mit Homosexualität auseinandergesetzt und weiß deshalb nicht, wie sie reagieren soll. Kurzerhand setzt sie Nicki und Hans vor die Tür.
Beide ziehen in die Dorfpension und werden am anderen Morgen von einem Dorfbewohner beim Küssen beobachtet. Bald ist im ganzen Dorf bekannt, dass Hans homosexuell ist, und sämtliche Vorurteile der Dorfbewohner treten offen zu Tage. Auch Hans’ Vater Christian will zunächst die Homosexualität seines Sohnes nicht akzeptieren. Im Laufe des Films kommen er und seine Ex-Frau Katharina sich jedoch näher und sehen ein, dass ihr Sohn die Liebe seines Lebens gefunden hat und es ihnen eigentlich egal ist, dass es sich um einen Mann handelt.
Katharina führt ihren Dorfchorkollegen schonungslos ihre Verlogenheit vor Augen und Christian muss erkennen, dass seine zweite Frau Vera eine Lüge verbreitet hat: Sie hat behauptet, dass Christian nicht der leibliche Vater von Hans sei, weil sie befürchtet, dass die Kunden wegen der Homosexualität ihres Stiefsohnes ihr neues Autohaus meiden könnten. Wutentbrannt schlägt Katharina Vera nieder und begibt sich mit Christian nach Berlin, um Hans und seinen Freund ihrer und Christians völliger Solidarität zu versichern.
Später haben sich die Dorfbewohner die Worte Katharinas nochmals durch den Kopf gehen lassen und Hans und Nicki können wie geplant auf der Dorfalm heiraten. Alle gönnen ihnen ihr Glück und der Dorfchor singt für beide „All You Need Is Love“.

## Kritik
Der Filmdienst bewertete All You Need Is Love – Meine Schwiegertochter ist ein Mann als Komödie, „die sich um thematischen Tiefgang bemüht, auch wenn das Thema längst vieles von seiner einstigen Brisanz verloren hat.“
Queerlive meint, dass es Regisseur Edzard Onneken auf witzige Art und Weise gelingt, „die Doppelmoral in der Kleinstadt zu zeigen. Man kann sich gut vorstellen, wie man heute noch in vielen Gegenden Vorurteile gegenüber dem Thema Homosexualität, auch in Deutschland hat. Aus unserer jahrelangen Arbeit wissen wir, wie es Homos in ländlichen Gegenden ergeht und von daher ist die Handlung realistisch.“

## Hintergrund
Die Dreharbeiten fanden ab Mai 2009 im oberbayerischen Bad Bayersoien und in München statt. Im Gegensatz zu den Film-Dorfbewohnern am Anfang stand die reale Dorfbevölkerung dem Projekt aufgeschlossen gegenüber. „Sie waren, auch als sie wussten, worum es bei ‘All you need ist Love – Meine Schwiegertochter ist ein Mann’ geht, unglaublich freundlich und hilfsbereit. Sie haben sich offensichtlich einfach gefreut, dass wir in ihrem Ort gedreht haben“, so Produzent Frank Kaminski.
Zum Zeitpunkt der Dreharbeiten befand sich die Möglichkeit, in Bayern die eingetragene Lebenspartnerschaft am Standesamt und mit Hilfe dessen Beamten einzugehen, erst auf dem Gesetzgebungsweg, es gab nur die Möglichkeit beim Notar. Die FDP brachte den Gesetzesentwurf im Dezember 2008 ein, es wurde am 1. Juli 2009 beschlossen und trat am 1. August in Kraft.